# Leptolaimus asiaticus
Leptolaimus asiaticus is een rondwormensoort uit de familie van de Leptolaimidae. De wetenschappelijke naam van de soort is voor het eerst geldig gepubliceerd in 2005 door Gagarin & Thanh.